# فاريات
الفاريات (الاسم العلمي: Yponomeutoidea)، فصيلة عليا من الحشرات العثية ورتبة حرشفيات الأجنحة. تضم أكثر من 1500 نوع من العث الدقيق.